# Solid State (Elektronik)
Mit solid state (englisch für fester Zustand bzw. fester Aggregatzustand) bezeichnet man in der Elektronik Bauelemente oder Geräte, bei denen ausschließlich Halbleiterbauelemente, die mit Hilfe der Festkörperphysik entwickelt wurden, zum Einsatz kommen. Elektromechanische Bauelemente oder Elektronenröhren sind hingegen nicht verbaut.
Beispiele
- Als die ersten volltransistorisierten Rundfunkempfänger auf den Markt kamen, die keine erschütterungs- und bruchempfindlichen Elektronenröhren mehr enthielten, wurden diese mit dem Attribut solid state versehen. Im englischsprachigen Bereich war dieser Begriff meistens auf den Transistorempfängern aufgedruckt bzw. wurde in der Werbung herausgestellt.
- Halbleiterrelais ohne bewegliche Mechanikteile, neu oder auch zum Ersatz älterer mechanischer Relais werden auch als solid-state relay (SSR) bezeichnet.
- Solid-State-Drives (SSD) ersetzen elektromechanische Festplatten mit rotierenden Scheiben.

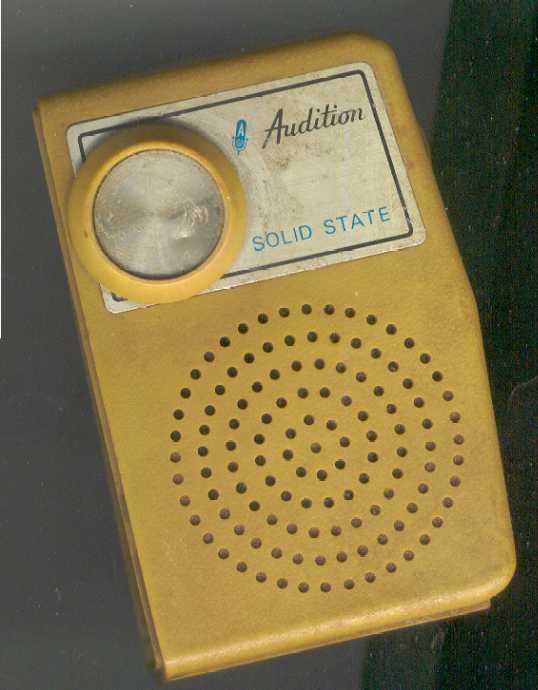
Transistorradio mit Hinweis „Solid State“
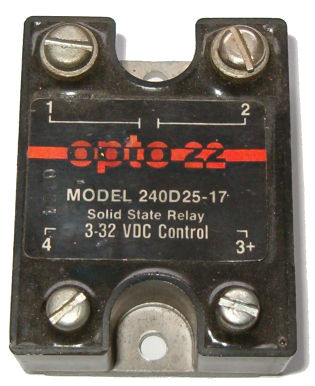
Halbleiterrelais mit Hinweis „Solid State“